# ملكة النحل

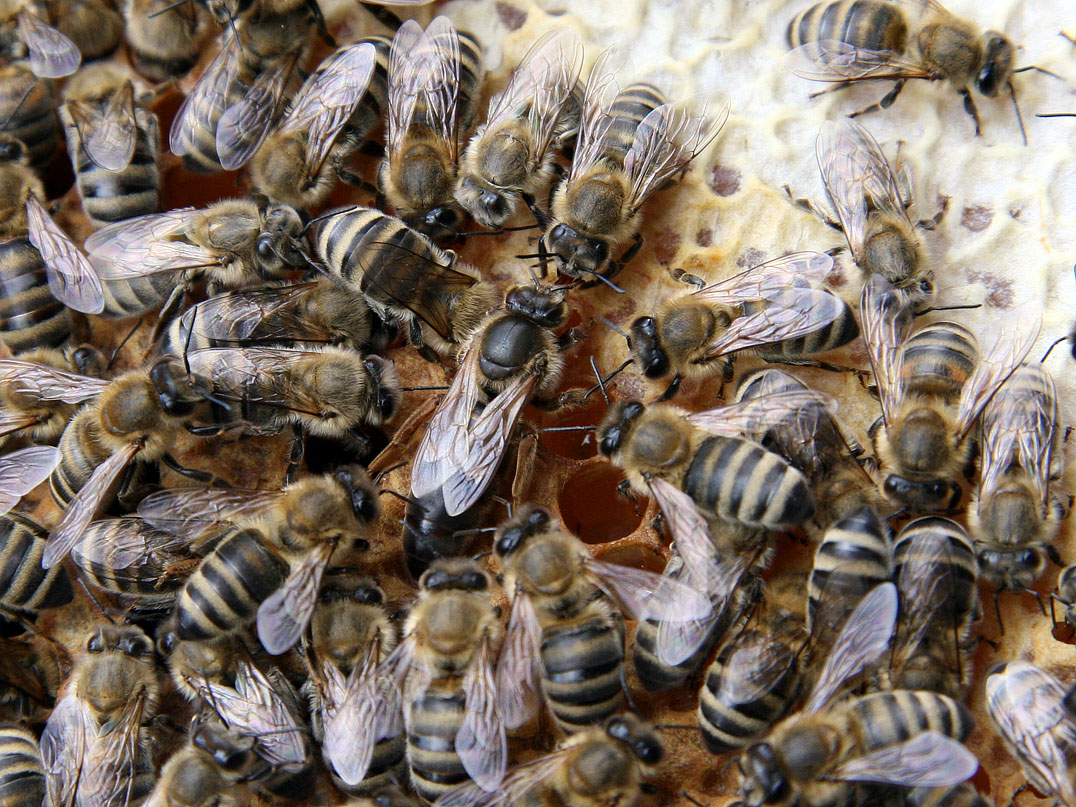
ملكة النحل فوق قرص العسل، وكما نري فإنها محاطة بدائر ة من الشغالات اللواتي تُسميَّن بالوصيفات

ملكة النحل هي أنثى كاملة التكوين، ويوجد في كل خليَّة ملكة واحدة فقط (إلا في حالاتٍ استثنائيَّة). وهي أكبر حجماً من بقيَّة النّحل، ولها بطنٌ طويل، ذو نهايةٍ مُستَدِقَّة. تبدو أجنحتها قصيرة ولكنّها في الحقيقة أطولُ قليلاً من أجنحة الشّغّالات، وصدرُها أعرض من صدور بقيّة أنواع النّحل، ولونُ أرجل الملكة أكثر زُهُوّاً، يميلُ إلى اللّون البُرتُقاليّ-البُنّي. وتبدو في أغلب الأحيان أكثر نُعومةً، وأشدّ لمعاناً من بقيّة جماعة النّحل. تنحصرُ وظيفة الملكة في وضع البيض الذي ينتج عنه جميع أفراد الخليَّة، وللملكة حُمَةُ لسع مقوَّسة، بعكس حُمة اللّسع المستقيمة الموجودة عند الشّغّالات (العاملات) وهي لا تستعملها إلا في معركتها مع ملكة أخرى منافسة لها في الخلية.
وهناك ذكر النحل وظيفته الوحيدة هي تلقيح ملكة النحل ويموت بعد التلقيح بفتره قصيرة.
وتعتبر الملكة أطول أفراد الخلية عمرا فهي تعيش في المتوسط من سنة إلى أربع سنوات، ونجد أن ملكة النحل قد فقدت غريزة الأمومة نتيجة لزيادة التخصص الذي صارت إليه فأصبحت وظيفتها وضع البيض، وتقوم الشغالات برعاية الحضنة وتغذيتها بدلاً عنها، ويلاحظ إن الملكة محاطة بدائرة من الشغالات وهي تسمى وصيفات، هذه الشغالات تحميها فتقدم لها الغذاء الملكي وتنظف جسمها بلعقها، كما أنها تقدم لها الغذاء الملكي الذي تفرزه الشغالات صغيرة السن من غدد خاصة في رؤوسها بشكل مباشر بدون تخزين.

## الملكة العذراء
وهي ملكة لم تلقح بعد وتكون شبيهة بالنحل الشغال حيث إن بطنها صغير وتتميز بسرعة حركتها على الأقراص بمساعدة أجنحتها وبشكل متوتر وقلق، والملكة العذراء لا تلقى عناية من الشغالات إلى أن تتلقح، حيث إنها تتلقح بواسطة ذكر واحد أو أكثر وتحتفظ بالحيوانات المنوية في القابلة المنوية، وللملكة مبيضان كبيران عدد فروعهما (250 - 400 فرعاً)، والملكة الجيدة تضع 1500 - 2000 بيضة يومياً وذلك في الظروف المناسبة، كما أن للملكة الملقحة وظيفة أخرى غير وضع البيض وتعتبر غاية في الأهمية حيث أظهرت الأبحاث الحديثة أن هناك رائحة خاصة تفرزها من غدد خاصة يعتقد أنها توجد في الفك العلوي، وهذه الرائحة تعمل على جذب الشغالة لها، وهناك رائحة أخرى توجد على أجزاء الجسم الملكة تعرف باسم الرائحة المانعة.
وهذه المادة تنشط في وجود مادة أخرى تدعى (Queen Substance) تفرزها الغدد الفكية أيضاً، وهي عبارة عن معقد حمضي دهني.
وتنتشر هذه المادة على جسم الملكة وتلعقها الوصيفات المحيطة بها وتنقلها لغيرها، وهذه بدورها تنقلها لعدد آخر من الشغالات حتى تعم هذه الرائحة جميع الشغالات في الخلية.
إن هذه الرائحة تمنع تربية ملكات حديثة كما تمنع نمو مبايض الشغالات وبذلك لا تظهر الأمهات الكاذبة في الطائفة، هذه الروائح تعمل أيضاً على تنظيم العمل داخل الخلية وربط الشغالات وتعلقها بالملكة.
وغياب هذه الروائح المانعة قد يحصل عند فقد الملكة أو موتها الأمر الذي يؤدي إلى تحفيز الشغالات على البدء في تربية ملكات جديدة خلال عدة ساعات من غياب الملكة، كما أنه قد تظهر الملكات الكاذبة في الطائفة، وعادة يلجأ النحل لتربية ملكاته الحديثة إلى اليرقات الصغيرة التي يكون عمرها لا يزيد عن ثلاثة أيام، أو يلجأ إلى البيض نفسه وذلك ببناء البيوت الملكية وإعطاء الرعاية الخاصة ليرقات الملكات واستمرار تغديتها خلال طور وجود اليرقة بالغذاء الملكي.

### تلقيح الملكات العذارى
كان يعتقد سابقاً أن الملكة العذراء تُلقح داخل الخلية ومن المحتمل أن أنطون يانشا سنة 1771 أول من اكتشف أن الملكة العذراء تُلقح أثناء الطيران خارج الخلية، حيث إنها خلال يومين من خروجها تكون قد تخلصت من جميع الملكات المنافسات لها، وبعدها تقوم برحلات قصيرة خارج الخلية تسمى بالرحلات الاستكشافية أو طيران ما قبل الزفاف، ذلك عندما يكون الجو صحواً والغرض من الطيران هو معرفة موقع الخلية وتحديد العلامات الأرضية بالمنطقة وقد لا يتجاوز مدة هذه الرحلة أكثر من دقيقة أو دقيقتين في البداية، ثم تطول هذه المدة إلى أن تصل أحياناً إلى 30 دقيقة في المراحل المتقدمة بعد هذه الرحلة الاستكشافية ب 2 - 3 أيام تطير الملكة في رحلة الزفاف بعد أن تكون قد نضجت مبايضها وتهيأت للتلقيح تماماً.
وعندما يكون الطقس غير ملائم لطيران الزفاف خلال الأسبوعين الأولين من خروج الملكات العذارى، فإن معظم الملكات ستفشل في التزاوج الطبيعي وتتحول إلى واضعة الذكور.

#### طيران الزفاف

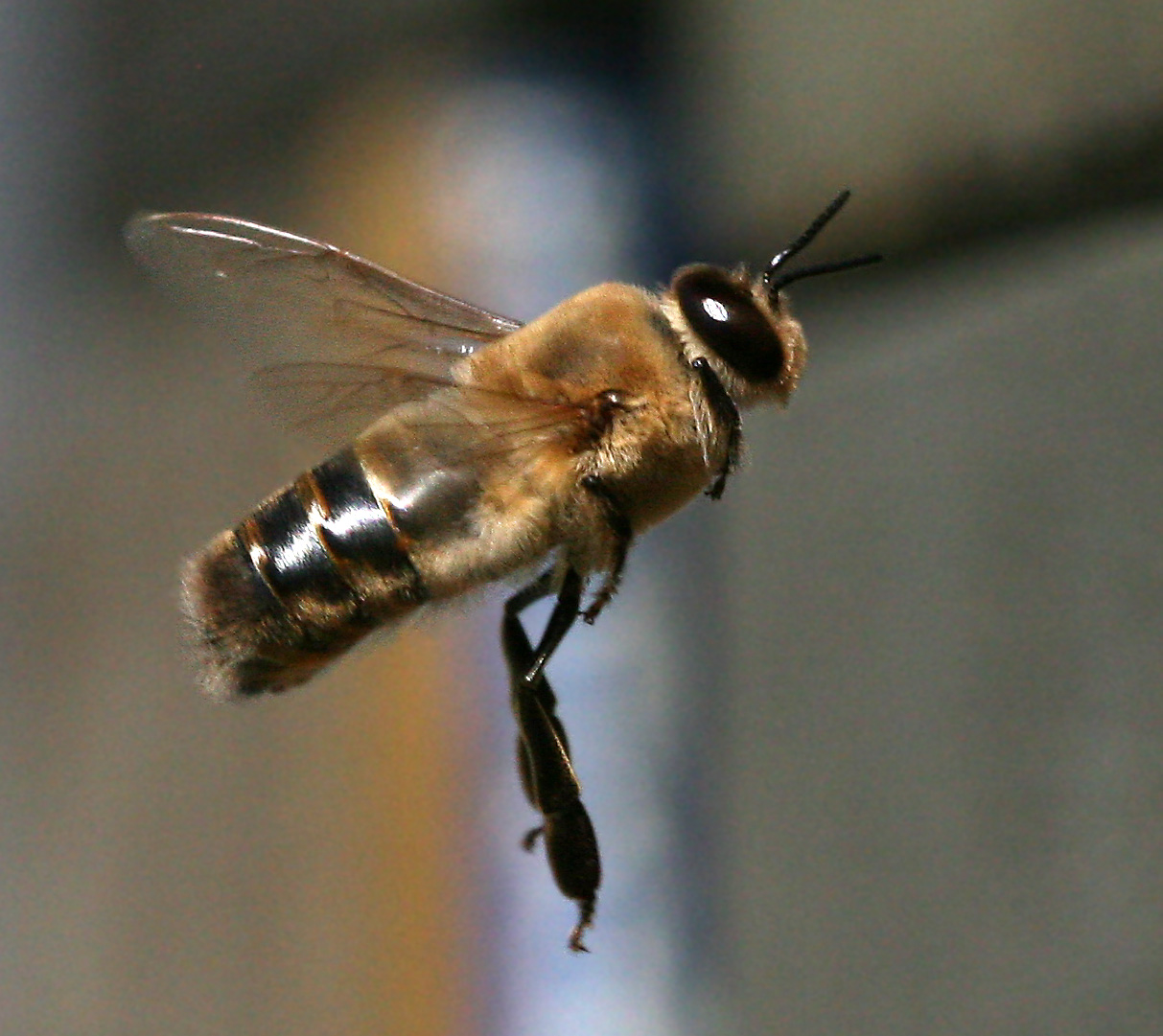
ذكر النحل وهو لديه أرجل طويلة تساعده على احتواء الملكة وأعين كبيرة تساعده على تتبع الملكة

تتجهز الملكة لعرسها بعد أن يكون قد اكتمل نموها وأصبح عمرها 20 يوماً على الأقل فتبدأ بإفراز عطر الزفاف وتخطو خارج الخلية مصدرة طنيناً خاصاً تحس به الذكور في الخلية والخلايا المجاورة فتهب خلفها، وما إن تشعر الملكة العذراء بوجود أعداد كافية من الذكور حتى تنطلق بأقصى سرعتها في الجو فتلحق بها الذكور وتستمر المطاردة من 30 - 40 دقيقة، وخلال هذه المطاردة يتساقط بعض الذكور الضعيفة ولا يلحق بالملكة إلا الذكور القوية، حيث يحتويها الذكر بين قوائمه ويضغط عليها فيحجز جناحيها عن الطيران ويسقطان معاً، وتحاول الملكة الإفلات من الذكر فتنزع عضوه الذكري الذي يبقى في مهبلها ويموت الذكر، وقد تتكرر هذه العملية مع ذكر آخر أو أكثر، بعدها تعود الملكة إلى خليتها وفي مؤخرتها عضو مذكر أو أكثر مما يتيح للسائل المنوي وقتاً كافياً لانتقاله وتخزينه في قابلته المنوية التي تحفظه حياً وتستغله طيلة حياتها في تلقيح البيض.
وتقوم الشغالات بعد عودة الملكة الملقحة بتنظيفها وإزالة الأعضاء المذكرة منها وتغديتها بالغذاء الملكي، وبعد حوالي يومين أو ثلاثة أيام من التلقيح تبدأ الملكة بوضع البيض.
أحياناً يتم تلقيح الملكة في الطيران الأول، وغالباً يتم تلقيحها في الطيران الثاني والثالث، وقد تلقح الملكة أكثر من مرة واحدة إذا كان التلقيح الأول غير كاف، ولكنها لا تخرج للتلقيح مرة أخرى بعد أن تبدأ بوضع البيض، أما إذا كانت الأحوال الجوية سيئة ولم تستطع الملكة الخروج للتلقح في مدة أقصاها 3 - 4 أسابيع فإنها لا تلقح أبداً بعد ذلك، وتبدأ بوضع بيض غير مخصب ينتج عنه ذكور فقط ويجب استبعادها فوراً من قبل المربي وتربية ملكة جديدة.
قد كان يُظنُّ أنّ ذكراً واحداً يُلقِّحُ الملكة في رحلة الزّفاف، ولكنَّ البُحوث العلميّة الحديثة تدُلُّ على أنّ مجموعة من الذُّكور قد تصِلُ إلى العشرة تقومُ بتلقيح الملكة، ونتيجة لأن الملكة قد تلقح بأكثر من ذكر واحد من المنحل أو من المناحل المجاورة فقد تنتج شغالات مختلفة الألوان، وأحياناً قد تنتج مجموعة من الشغالات متجانسة اللون خلال فترة من الزمن وتعود لتنتج مجموعة أخرى مخالفة للونها لفترة ثانية.

## بيوت الملكات

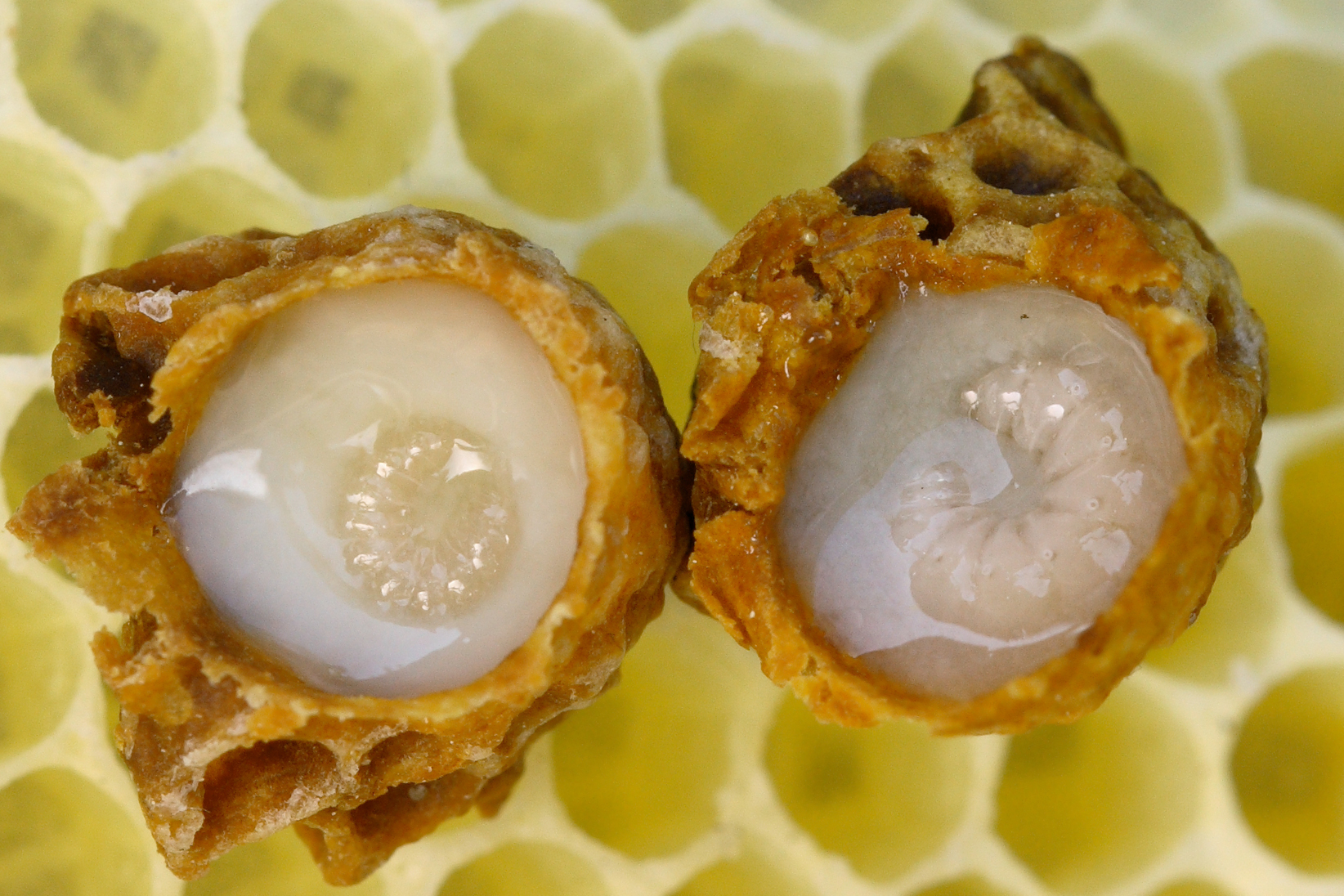
اليرقات تطفوا على الغذاء الملكي في البيوت الملكية

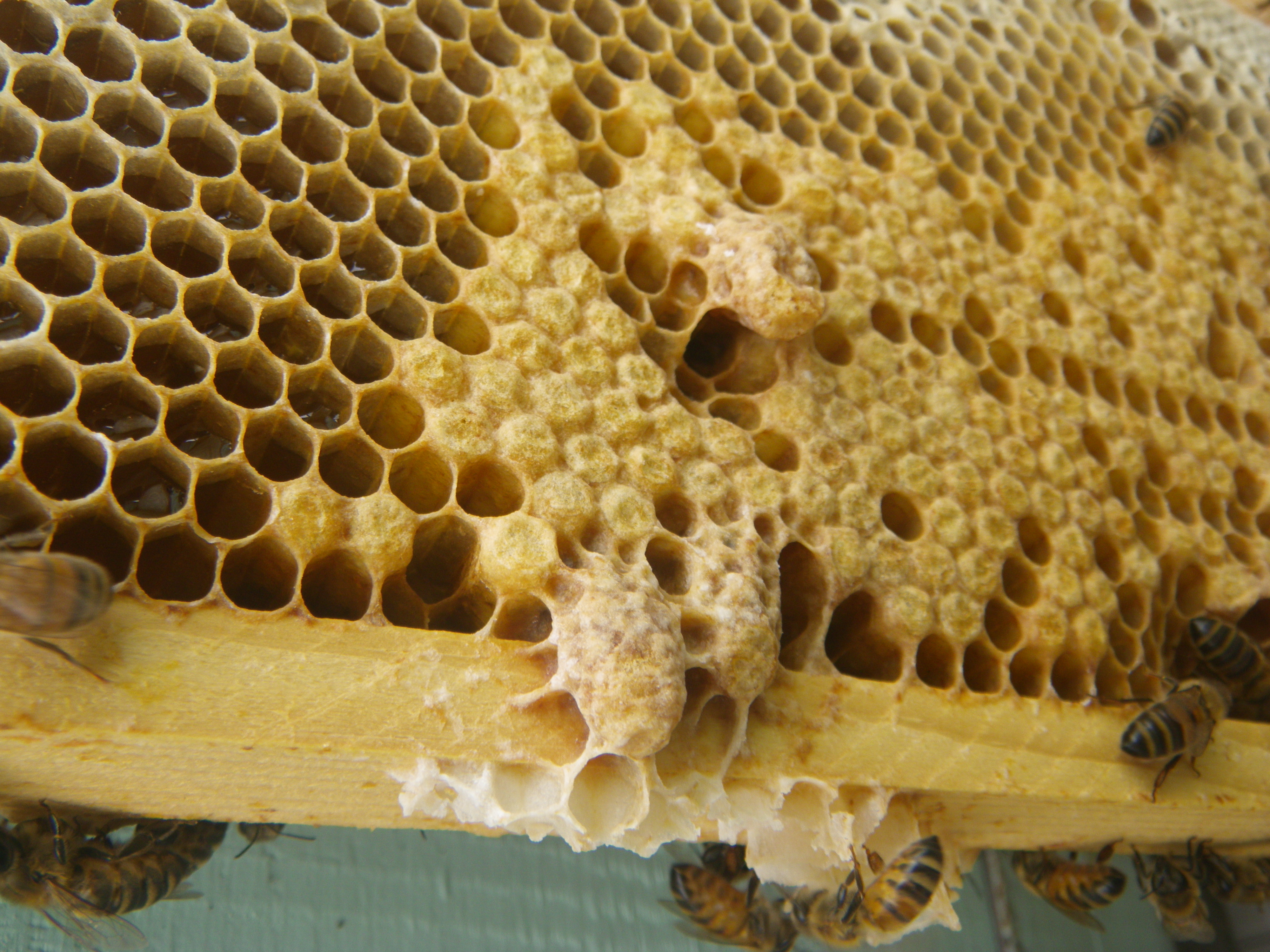
البيوت الملكية الطارئة، وهي من أجل استبدال الملكة القديمة عندما تكون الملكة مسنة أو مريضة أو مفقودة

إن هذه البيوت تشبه حبوب الفول السوداني حيث تبنيه الشغالات من الشمع المخلوط بحبوب اللقاح حتى يكون مسامياً وتستطيع العذراء التنفس بعد إغلاقه، ويكون رأس الملكة قبل خروجها قريباً من غطائه فتقرضه بفمها حتى تعمل فتحة مناسبة فيه وتخرج منه، ويختلف عدد بيوت الملكات التي يبنيها النحل حسب السلالة وحسب قوة الطائفة كذلك حسب الغرض من بنائها حيث تكون قليلة العدد في حال استبدال الملكة القديمة وكثيرة العدد في حالة التطريد.

### محاربة الملكة العذراء لخصومها
بعد أن تخرج الملكة العذراء من بيتها الملكي تتجول بعصبية على أقراص الحضنة، فإذا ما تقابلت مع ملكة أخرى تهاجمها ويقوم بينهما صراع يستمر إلى أن تقتل إحداهما الأخرى، وفي حال عثورها على بيوت ملكية مقفولة تهاجمها بعصبية وتمزقها بفكوكها إلى أن تحدث ثقباً بها وتلسع اليرقة أو العذراء الموجودة بداخلها، ولوحظ إنها لا تبالي بالبيوت الملكية غير المغلقة، ومن ثم تقوم الشغالات بإكمال هدم البيوت الملكية الممزقة وإلقاء الملكات المقتولة خارج الخلية.
إن النحال يستطيع أن يميز بين البيت الذي خرجت منه الملكة حيث يكون مفتوحاً من نهايته السفلية وبين البيت الملكي المهاجم والممزق حيث يكون مفتوحاً من جانبه.

## وضع البيض
بعد 2- 3 أيام من التلقيح تنشط مبايض الملكة الملقحة نتيجة عملية التلقيح نفسها ونتيجة لما تتناوله من الغذاء الملكي الذي تقدمه لها الشغالات صغيرة السن التي تحيط بها (الوصيفات)، تقوم الملكة بوضع البيض بمنتصف الأقراص الوسطي بعد أن تتأكد من خلو العين السداسية فتدخل بطنها حتى تلامس نهاية القاع، وتضع بيضة تلتصق بالقاع بواسطة إفراز لاصق حمضي وخلال ثوان تكرر هذه العملية وبذلك تتسع حجم المنطقة التي تضع فيها الملكة البيض، وتكون عادة على شكل دائري أو بيضاوي وتعرف بمنطقة الحضنة، تعتبر السنة الأولى والثانية هي الفترة الخصبة في حياة الملكة حيث تضع أكبر كمية من البيض خلالها، وبعد ذلك يقل نشاطها في وضع البيض وإذا ما تقدم سنها تصبح واضعة الذكور، وذلك نتيجة طبيعية لنفاد الحيوانات المنوية من قابلتها المنوية.

### آلة وضع البيض
آلة وضع البيض عند ملكات النحل قرنية ملساء مقوسة قليلاً وتكون متصلة بقناة البيض وتستعملها الملكة أيضاً كآلة لسع تلسع بها الملكات المنافسها لها، ويتصل بها أيضاً كيس السم الذي تفرزه غدد خاصة في تجويف البطن أي أن آلة اللسع هي نفسها آلة وضع البيض عند الملكات.

#### شكل البيضة

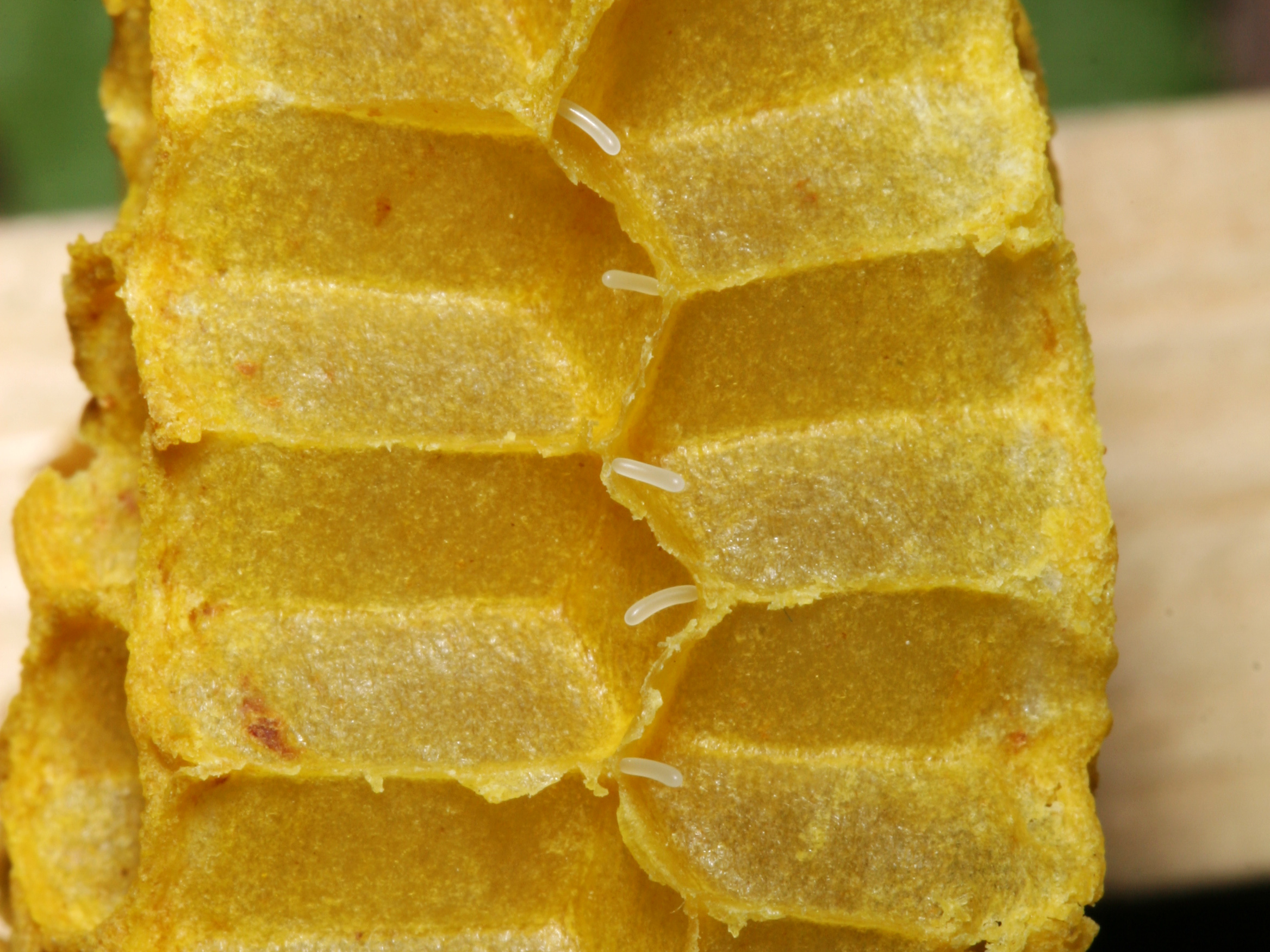
بيوض النحل وطولها حوالي 3 مم، وكما نلاحظ لونها أبيض عاجي وتكون البيضة عمودية في اليوم الأول ثم تميل بزاوية قدرها 45 درجة في اليوم الثاني وتصبح منبسطة أفقياً في اليوم الثالث وتفقس إلي يرقة صغيرة في اليوم الرابع

البيضة شكلها إسطواني طولها حوالي 3 مم لونها أبيض عاجي وفي الفحص المجهري تظهر عليها خطوط تشبه الشبكة، جدار البيضة الخارجي رقيق وتستطيع الحيوانات المنوية أن تنفد منه عند انزلاقها من قناة البيض.

#### عمر البيضة
تكون البيضة عمودية وسط قاع العين السداسية في اليوم الأول وملتصقة بأحد أطرافها به، ثم تميل في اليوم التالي بزاوية مقدارها 45 درجة، وفي اليوم الثالث تصبح منبسطة أفقياً في القاع وفي اليوم الرابع تفقس إلى يرقة صغيرة.

### نوع البيض
أصبح من المؤكد أن ملكة النحل تتحكم في أن تضع بيضاً ملقحاً أو بيضاً غير ملقح، فإذا أرادت أن تنتج بيضاً ملقحاً تضغط على القابلة المنوية بواسطة عضلات إرادية فتخرج بعض الحيوانات المنوية وتدخل كل واحدة منها في بيضة أثناء مرورها في المهبل، أما إذا أرادت أن تنتج بيضاً غير ملقح فتمنع ذلك ولا تضغط على قابلتها المنوية فيمر البيض دون أن يلقح لعدم خروج الحيوانات المنوية، ويطلق على هذه الحالة بالتكاثر البكري، وينتج من البيض غير الملقح ذكور تحمل في خلاياها 16 كروموسوم (صبغيات) تأتي كلها من الملكة، بينما عدد الكروموسمات في البيض الذي ينتج عنه شغالات أو ملكات يحتوي على 32 كروموسوماً يأتي نصفها من الملكة والنصف الثاني من الحيوان المنوي، ويعتقد أن الملكة تتحكم في نوع البيض (ملقحة أو غير ملقحة) بواسطة الصمام الحاجز الموجود عند التقاء القناة القابلة المنوية في للمهبل.
وقد وجد في بعض الحالات النادرة أن ذكوراً تنتج من بيض ملقح وعادة هذه الذكور تعتبر ضعيفة جنسياً وذات كفائة قليلة.

## تربية الملكات
عند الحاجة إلى إنتاج أعداد كبيرة من الملكات لاستعمالها تجارياً لا يمكن الاعتماد على الطرق الطبيعية، حيث إن إنتاج الملكات يتوقف إلى حد كبير على عوامل لا يسيطر عليها المربي، لذلك لا بد من التربية بطرق صناعية يتحكم فيها المربي للحصول على الملكات من الطوائف الممتازة في مواعيد معروفة، وهنالك العديد من طرق تربية الملكات أهمها:

### طريقة ميلر
هذه الطريقة تم وضعها عام 1912م العالم Miller، وهي تصلح لتربية الملكات بعدد غير كبير حيث يختار المربي طائفة التربية ويضيف إليها إطاراً خشبياً يثبت عليه حوالي خمس قطع من الأساسات الشمعية على هيئة مثلثات، بحيث يبعد قمة المثلث عن السدابة السفلية حوالي 6 - 7 سم، ويشترط في خلية التربية أن تكون قوية على رأسها ملكة ممتازة، ويستحسن إزالة الحضنة الصغيرة مع ترك قرصين من الحضنة المقفولة، يوضع الإطار السابق في منطقة الحضنة، وخلال أيام يبدأ النحل في مط العيون السداسية وتقوم الملكة بوضع البيض فيه، عندئذ يرفع هذا الإطار ويزال ما عليه من نحل بواسطة فرشاة النحل، ثم يوضع وسط أقراص الطائفة التي ستقوم بتربية الملكات، وذلك بعد استبعاد ملكتها، ويجب أن تكون هذه الطائفة محتوية على عسل وحبوب اللقاح المناسبين، كما يفضل أن تستبعد الأقراص المحتوية على حضنة صغيرة وبيض منها، حتى توجه الطائفة عنايتها إلى تربية الملكات من القرص المضاف، وعادة تربي الملكات حول أطراف القرص الشمعي ويبلغ عددها حوالي 30 - 50 بيتاً ملكياً، وبعد حوالي 10 أيام يتم نضج هذه البيوت ويمكن إزالة كل بيت على حدة وإدخاله إلى نوية أو خلية حتى يتم خروج الملكة وتلقيحها.

### طريقة كيس
يوضع قرص شمعي جديد في طائفة قوية ذات ملكة ممتازة، وبعد 3 - 4 أيام يكون النحل قد قام بمط العيون السداسية وقامت الملكة بملئه بالبيض، بعد ذلك يقوم المربي بإخراجه وإزالة النحل عنه ثم يقوم بتخريب وإعدام صفين من البيض ويترك صف وهكذا، ثم يضاف هذا القرص إلى طائفة عديمة الملكة التي ستقوم ببناء البيوت الملكية.
ويفضل عند وضع هذا القرص أن يكون في وضع أفقي على أن يكون في سطحه المعامل هو السطح السفلي ويرتفع قمم الأقراص بواسطة سدبتين خشبيتين، وتغطي الخلية جيداً، بعد ذلك بنحو 5 - 6 أيام يمكن توزيع البيوت المتشكلة على الطوائف والنويات المتشكلة لها.

### طريقة هوبكنز
هذه الطريقة محورة عن طريقة كيس، لكن المربي هنا يهدم ثلاث صفوف من النخاريب ويترك الرابع، ثم تعدم يرقتان بالصف الواحد وتترك الثالثة ويوضع القرص أفقياً على قمم الأقراص.

### طريقة أللي
هذه الطريقة تعتمد على قطع شريط به صنف واحد من العيون السداسية المحتوية على البيض أو يرقات حديثة السن، وتعدم المحتويات الموجودة داخل العينين السداسيتين وتترك الثالثة وهكذا على طول الشريط، ثم يلصق هذا الشريط بالشمع المنصهر في القرص الشمعي القديم بعد إزالة ثلثيه السفلين، ويراعى أن تكون فتحات العيون السداسية لأسفل، ويضاف هذا القرص إلى الطائفة البانية للبيوت الملكية وبعد (5-7) أيام يمكن توزيع البيوت الملكية المتشكلة على الطوائف المحتاجة لها.

### طريقة الكؤوس الشمعية
تتلخص هذه الطريقة في نقل شغالات صغيرة السن عمرها 12 - 36 ساعة إلى كؤوس شمعية معدة مسبقاً، وتتبع هذه الطريقة لإنتاج ملكات بأعداد كبيرة وخاصة بالمشاريع التجارية، ويراعى عند اتباع هذه الطريقة أن تكون اليرقات المراد نقلها إلى الكوؤس الشمعية المجهزة صناعياً قد تم تغديتها بالغذاء الملكي بشكل كاف منذ فقسها، وأن تكون الطوائف المأخودة منها قوية وفي سلالات ممتازة.
1. إعداد الكؤوس الشمعية: تجهز الكؤوس الشمعية بواسطة أقلام من الخشب أسطوانية الشكل مستديرة القمة قطرها عند الطرف 0.63 سم ويزداد سمكاً بشكل تدريجي حتى يصل على بعد 1.25 سم من القمة إلى 0.94 سم، بعد ذلك نقوم بتجهيز شمع نحل نقي ونظيف ويفضل الشمع الأبيض ويصهر بواسطة حمام مائي مع المحافظة على درجة حرارته فوق نقطة إنصهاره بقليل، بعد ذلك يغمر القلم الخشبي والذي يفضل أن يكون طوله حدود 0.94 سم بالماء البارد، ثم يرفع ويهز لإزالة قطرات الماء عنه ويغمر في الشمع المنصهر لعمق 0.94 سم، ثم يرفع بسرعة ويعاد غمسه ورفعه 3 - 5 مرات حتى يتم الحصول على السمك المناسب، ثم يغمر في الماء البارد لكي يتجمد الشمع، بعد ذلك يتم رفع القلم من الماء ونزع الكأس الشمعي عنه بحركة دائرية بسيطة.[1]
2. تثبيت الكؤوس الشمعية: هناك طريقتان لتثبيت الكوؤس الشمعية، الأولى على قواعد خشبية مستديرة ومجوفة قليلاً ويتم تثبيت الكؤوس الشمعية على هذه القواعد بواسطة الشمع المصهور، يتم تثبيت القواعد وماعليها مع عوارض خشبية بواسطة عارضتين في هذه الأخيرة على إطار خشبي فارغ في وسطه وعلى أبعاد متساوية، أما الطريقة الثانية حيث تثبت الكؤوس الشمعية مباشرة على العوارض الخشبية بواسطة الشمع المنصهر على أن تكون المسافة بين كل كأسين شمعين لا تقل عن 1.25 سم وبهذا تستوعب كل عارضة خشبية حوالي 10 - 16 كأس شمعي.[1]
3. نقل اليرقات إلي الكؤوس الشمعية: عند إجراء عملية النقل يجب توفير جو دافئ لا تقل درجة حرارته عن 25° درجة مئوية ولا تزيد عن 30° درجة مئوية، وبعيداً عن التيارات الهوائية خوفاُ من جفاف الغذاء الملكي أو اليرقات أثناء النقل، ويستعمل لعملية النقل إبرة التطعيم، وهي ملعقة خاصة أحد طرفيها عريض ويستعمل لنقل اليرقات والغذاء الملكي المحيط بها، أما الطرف الآخر فيستعمل لنقل لبيض، قبل نقل البيض إلى الكؤوس الشمعية، يجب وضع قليل من الغذاء الملكي في قاعها وبواسطة إبرة التطعيم يتم نقل يرقة شغالة عمرها لا يزيد عن 36 ساعة من أقراص الحضنة إلى كل كأس شمعي ثم تنقل إلى طائفة التربية، وبعد عشر أيام تنتزع هذه البيوت وتوزع على نويات التلقيح في قاعها.[1]

## التلقيح الصناعي
يعرف التلقيح الاصطناعي بأنه العملية التي يتم بها نقل السائل المنوي من عضو الذكر إلى مهبل الأنثى بطريقة اصطناعية (يدوية أو آلية) وليس بطريقة الجماع المباشر بين الذكر والأنثى ويستخدم لأن التلقيح الطبيعي غير مسيطر عليه لعدة أسباب منها:
- لا تتم عملية التلقيح إلا في جو صحو مشمس وهادئ.[1]
- قد تفشل محاولات الملكة للتلقيح مرة أو عدة مرات وفي ذلك خسارة للوقت.[1]
- تكون السيطرة على النسل القادم غير موجودة في التلقيح الطبيعي حيث إن الذكر البالغ لأي سلف أو سلالة له نفس الفرصة في الفوز بالتلقيح من بين المجموعة التي تلاحق الملكة ويتعلق ذلك بقوة الذكر ومبدأ المصادفة.[1]
- تتم عملية التزاوج بناء على رغبة النحل وفي الوقت الذي يناسبه وليس بناء على رغبة المربي أو الوقت الذي يختاره.[1]
- من الممكن فقدان الملكة أثناء طيران الزفاف حيث قد يتعرض لها الكثير من الأعداء مثل الطيور أو الدبابير التي تصطادها وتلتهمها.[1]

لذلك اتجه بعض العلماء إلى التفكير في طريقة علمية أخرى تكون أسرع وأكثر عملية وتتجاوز هذه الصعوبات، وتجعل عملية التكاثر في النحل سهلة وتجارية، وتستطيع مواجهة الطلب المتزايد على الطرود ومنتجات الخلية من العسل وغيرها، وهو ما تطور وعرف الآن بعملية التلقيح الاصطناعي في النحل.
وقد بدأت تقنيات التلقيح الاصطناعي في النحل تتدرج في سلم التطور من محاولات بسيطة في أوائل القرن الثامن عشر إلى تقنيات متطورة في الوقت الحاضر.
بداية هذه المحاولات كانت محاولة البعض بحجز الملكات والذكور معاً من أجل حصول تلقيح، إلا أن هذه المحاولات لم تنجح حيث أن ذكور النحل البالغة لم تظهر أي استجابة جنسية للملكات العذارى في أماكن الحجز أو داخل الأماكن المسيجة.
وقد حاول (هيوبر 1819،Huber) وضع المني المأخود من ذكر على مهبل ملكة بواسطة فرشاة ولكنه ورغم محاولاته المتكررة لم يصل إلى أية نتيجة، ولكنه فتح الطريق أمام الباحثين والمهتمين لتحقيق نتائج أفضل حيث نشر (واتسون 1927،Watson) بحثه في كتيب التزاوج الموجه لملكات النحل عن إمكانية إجراء تلقيح آلي لملكة النحل تلقيحاً جزئياً بواسطة تصميمه لمحقن تلقيح واستعانته بالمجهر أثناء إجراء تلك العملية، وبذلك اعتبر الأول الذي وضع حجر الأساس ومهد الطريق لكل الأبحاث العلمية اللاحقة في هذا المجال.
قد استفاد (نولان 1932 ,Nolan) من بحوث واتسون عقب نشرها وأخذ يستعمل طريقته في التلقيح الآلي مضيفاً إلى جهاز واتسون أنبوبة يتمكن من خلالها التحكم في مؤخرة الملكة ودفع السائل المنوي فيها وعرف الجهاز بجهاز نولان الذي تم تطويره فيما بعد من قبل (ماكينزين وروبرتس 1948،Mackensen and Roberts) حيث لاحظا أن زيادة كمية المني المزروق يساعد على تقليل واختزال التلقيح الجزئي، كما لاحظ ماكينزين أن تخدير الملكة بثاني أكسيد الكربون مرتين ولفترة عشر دقائق تفصلهما 24 ساعة على الأقل تزيد في سرعة ابتداء وضع البيض، كما قام بمجوعة من الدراسات عن كمية المني المطلوب للتلقيح وعمر الملكة المناسب وتأثير الحقن المتعددة وقارن عدد الحيوانات المنوية الموجودة بالحويصلة المنوية للملكة الملقحة طبيعياً والملكة الملقحة اصطناعياً، وقد توصل إلى نفس نتائج العالم البولندي (وايكي 1963,Woyke) والذي وجد أن حقن 8 مليمترات مكعبة من المني في مهبل الملكة مرة واحدة تعد كافية للتلقيح طيلة عمر الملكة.
وقد كان لاختراع ماكينزين لمحقنته دور متميز في إنجاح التلقيح الصناعي لملكة النحل وذلك لسهولة إدخال المني إلى داخل قناة البيض لاحتوائها على نهاية بلاستيكية أقل عرضة للكسر من تلك التي صنعت من الزجاج، كما أنها سهلة التنظيف والتعقيم والاستبدال، وهي تشبه في تصميمها محقنة (روبرتس 1949 ,Roberts)، وهذه المحقنة جزء أساسي في جهاز (ليدلو Laidlaw) للتلقيح الاصطناعي الشائع عالمياً في الوقت الحاضر.

### جهاز ليدلو
جهاز يعتبر من أفضل الأجهزة المستعملة للتلقيح الاصطناعي لملكة النحل لبساطته وكفائته وهو يتكون من:
قاعدة حديدية ذات سطح سفلي أملس مركب عليه ذراع التحكم في الملكة والذي بواسطته يتم توجيه الملكة ووضعها بالزاوية المناسبة لوضعية المحقن الذي بواسطته زرق المني في الحويصلة المنوية للملكة، وذلك عن طريق زحلقة الذراع بسهولة تحت المجهر، ويساعد القائم بالعملية من تثبيت الملكة جيداً أسفل موجه المحقنة الثابت أما الجزء العلوي فيتمفصل مع القاعدة بمفصل كروي وهذا يساعد على جعل وضع الملكة يتلائم مع وضعية المحقن وخطافات اللسع ترفع فوق ذراع موجه الملكة، أما الخطاف البطني فيكون مثبتاً في اليسار وخطاف إبرة اللسع فيثبت في اليمين ويتم السيطرة على أذرع التوجيه بواسطة حمالات أفقية مثبتة باتجاه القاعدة، وحمالات عمودية مثبتة باتجاه خطافات خزان اللسع، وتكون الملكة في المركز المتوسط.
ويتم انسياب ثاني أكسيد الكربون من خلال أنبوبة مطاطية ببطء شديدة على الفتحات التنفسية للملكة لغرض تخديرها حتى تصبح غير قادرة على الحركة، وهذا يساعد على التعامل معها بسهولة علماً بأن كمية الغاز المستخدمة يمكن التحكم بها عن طريق عداد أسطوانة الغاز، بعد ذلك يتم زرق الملكة بكمية المني المناسبة والتي يتم جمعها من الدفعة المتواجدة على نهاية قضيب الذكر المقلوب حيث يجبر الذكر على القذف بالضغط على بطنه بواسطة إصبع الإبهام وإصبع السبابة، وتحتوي الدفعة على حوالي واحد ميكرولتر من النطف المنوية وتنساب بسهولة داخل المحقنة، ومن الممكن أخذ أكثر في دفقة من مني ذكر واحد بواسطة المحقن، كما تتكرر العملية على أكثر من ذكر وهذا حتى يتم جمع كمية مناسبة من المني نحتاجها في تلقيح الملكات المجهزة للتلقيح.
وبسبب عدم كفاءة خزن السائل المنوي فإن الملكة يتم تلقيحها بمني مجموعة ذكور تلقيحات ذات حجم 3 ميكرولتر لكل تلقيحة على الأقل، وذلك للحفاظ على مستوى جيد للتلقيح الاصطناعي.
وقد اعتبر ماكينزين أن تركيز النطف 3 * 10 هو الحد الأدنى لما تحتاجه الملكات لإنتاج البيض الملقح علمًا بأن الملكات الملقحة طبيعيا يكون تلقح بحدود 5,73 * 10 نطفة (ماكينزين وروبرتس) إلا أن (ليدلو وإكيرت، Laidlaw and Eckert) عام 1962 م لاحظا أن تلقيحة واحدة للملكة بحجم (8) مايكرولتر مني كافية لإنجاز تلقيح ناجح.

## تحديد الملكة
| اللون | اللون | سنة الإنتهاء |
| ----- | ----- | ------------ |
| أبيض  |       | 1 أو 6       |
| أصفر  |       | 2 أو 7       |
| أحمر  |       | 3 أو 8       |
| أخضر  |       | 4 أو 9       |
| أزرق  |       | 5 أو 0       |

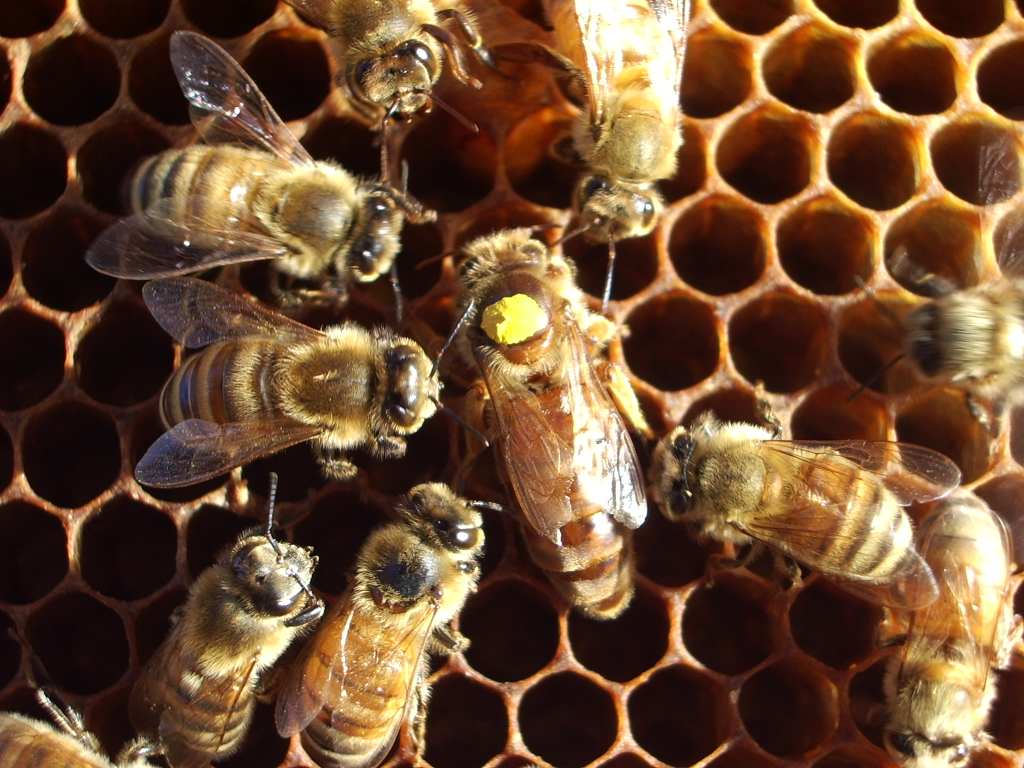
تميز ملكة النحل

بطن الملكة طويلة بشكل ملحوظ ويمكن تمميزها عن الشغالات الأخرى، ولكن بما أن عدد النحل في الخلية 60 أو 80 ألف فإنه يصعب على النحال العثور على الملكة بسرعة، ولهذا السبب تلطخ بالطلاء (عادة يكون طلاء مضيء) فوق الملكة، الطلاء لا يلحق الضرر بالملكة ويجعل من السهل العثور عليها عند الحاجة إليها، وأيضاً يمكن للنحال أن يعرف إذا كانت الملكة موجودة في الخلية أو لا بدون رؤيتها عن طريق رؤية الحضنة، فإذا وجد بيض عمودي في وسط قاع العين السداسية فهذا يعني أن البيض لم يمر عليه يوم واحد وأن الملكة موجودة.
على الرغم من أن اللون يتم اختياره عشوائيًا، فإن المربي المهني للملكات يستخدم ألوانا تحدد السنة التي فقست بها الملكة، مما يساعدهم على اتخاد قرار إذا ما كانت الملكات قديمة جدا وبحاجة لاستبدال وذلك للحفاظ على قوة الخلية، وأحيانا يتم استخدام أقراص محدبة صغيرة مؤشر عليها أرقام لتحديد الهوية من قبل مربي النحل الذي لديه العديد من الملكات التي ولدت في نفس العام.